# He Jingying (kejsarinna)
He Jingying (何婧英), död efter 494, var en kinesisk kejsarinna, gift med kejsar Xiao Zhaoye av Södra Qi.

## Biografi
He Jingying var dotter till hovämbetsmannen He Ji (何戢) och hans konkubin Song; hennes far var gift med prinsessan Liu Chuyu. Hon valdes ut till att gifta sig med kronprins Xiao Zhangmaos son på rekommendation av premiärminister Wang Jian. Giftermålet ägde rum 484. 
Äktenskapet beskrivs som lyckligt. He Jingying blev känd för sina utomäktenskapliga förhållanden, men eftersom hon aldrig försummade sitt äktenskap med Xiao Zhangmao utan fortsatte ha ett gott förhållande till honom, ska han ha accepterat hennes älskare. Hennes mest kända älskare var hennes makes hovman Yang Min (楊珉). Det påstås att han även var älskare till hennes make, och att de alltså hade ett ménage à trois och alla tre hade ett ömsesidigt förhållande. 
År 493 blev paret kronprins och kronprinsessa, och senare samma år besteg de tronen. Sedan de blivit kejsare och kejsarinna pressade premiärministern, kejsarens gammelfarbror Xiao Luan, kejsar Xiao Zhaoye att avrätta kejsarinnans älskare Yang Min för tronens ryktes skull. Kejsaren vägrade länge, och kejsarinnan bad för älskarens liv, men till slut tvingades kejsaren gå med på avrättningen. 
Hösten 494 avsattes och mördades kejsar Xiao Zhaoye av sin gammelfarbror Xiao Luan. Uppenbarligen blev He Jingying inte avrättad, men hon fråntogs titeln kejsarinna och gavs titeln prinsessan av Yulin; det är okänt vad som skedde med henne efter detta.